# عرمكي (مقام لنجة)
عرمکي (بالفارسية: عرمکی) هي قرية تقع في إيران في بلدة شيبكوه. يقدر عدد سكانها بـ 68 نسمة .